# Neptun Câmpina
Neptun Câmpina este principalul producător de transmisii mecanice (reductoare, motoreductoare, angrenaje, echipamente pentru extracția petrolului și minerit) din România.
Compania a fost privatizată în februarie 2000.
Compania este deținută de Metaleuroest Câmpina (societate deținută de oameni de afaceri români), cu o participație de 72%, și salariați - restul acțiunilor.
La începutul anilor 1990, vânzările companiei se cifrau la circa 6 milioane de euro pentru ca în 2003 acestea să ajungă la 11,4 milioane euro.
Printre principalii clienți ai Neptun Câmpina se numără Ispat Sidex, Alro Slatina, Rompetrol, Victoria Florești, Silvania Zalău, Lafarge, Holcim, Heidelberger, Șantierele Navale Aker Tulcea și Brăila.

## Date economice

### Număr de angajați
- 2018: 335
- 2017: 331
- 2016: 311
- 2015: 334
- 2004: 500[1]
- 1990: 3.000[1]

### Cifra de afaceri
- 2018: 25,2 milioane euro
- 2017: 25,1 milioane euro
- 2016: 24,7 milioane euro
- 2015: 25,9 milioane euro
- 2007: 16,3 milioane euro[3]
- 2004: 23,8 milioane euro[4]
- 2003: 12,7 milioane euro[5]

### Venit net
- 2007: 1,9 milioane euro[3]
- 2004: 4,2 milioane euro[4]
- 2003: 1,15 milioane euro[5]

## Transmisii mecanice
Neptun produce o gamă largă de produse standard :
- reductoare si motoreductoare
- acționari electrice pentru vane
- o gamă variată de transmisii mecanice, angrenaje și piese de schimb pentru industriile : miniere, energetic, electrice, cimentului, transporturilor, metalurgice, chimice și petrochimie, extracția petrolului, agricultură

### Produse standard
- Reductoare cilindrice
- Reductoare cilindrice coaxiale
- Reductoare conice și cilindro-conice
- Reductoare melcate cu carcasa din fontă
- Motoreductoare cilindrice
- Reductoare și motoreductoare melcate cu carcasă din aluminiu
- Motoreductoare cilindro-melcate
- Mecanisme de acționare electrică armătură
- Reductoare speciale și la tema
- Piese de schimb diverse

### Capabilități tehnice
- Angrenaje cilindrice
- Angrenaje conice curbe
- Angrenaje melcate
- Arbori
- Inele
- Carcase
- Angrenaje planetare : coroane, sateliți, pinion central
- Cuplaje dințate : butuc dințat, manson dințat

## Divizia de Echipamente Industriale
Divizia de Echipamente Industriale comercializează și importă:
- Reductoare
- Cuplaje hidraulice
- Motoare electrice
- Convertizoare de frecvența

## Combustibili
- Benzinăria ETU Oil&Gas DN1 KM 96, Cornu de Jos
- Benzinăria ETU Oil&Gas DN1 KM 6, Paulești
- Benzinăria ETU Oil&Gas Câmpina, Bd Nicolae Bălcescu Nr 36C
- ETU Pizza&Grill. În aprilie 2017 a fost inaugurată clădirea ETU PIZZA & GRILL, iar în luna ianuarie 2018 sala de training de la demisol, unde se pot organiza conferințe, cursuri, workshop-uri, dar și lansări de produse, prezentări, seminarii și recepții restrânse.